# Superkanja
Superkanja ou "supa kanja", "supakanja", ou ainda "kanjadaa" é um guisado típico da Gâmbia, onde “kanja” é a palavra local para quiabo e “supa” pode vir do português sopa.  Mais para sul, da Libéria à Nigéria, o prato equivalente chama-se “palaver sauce”, que inclui outro termo que pode ter origem portuguesa (o termo “palaver” significa uma grande discussão). 
Começa por se saltear carne cortada em óleo de palma (ou outro), junta-se cebola, pimento e malagueta cortados e deixa-se tomar o gosto; acrescenta-se peixe seco ou fumado e demolhado, cortado em pedaços e opcionalmente peixe fresco, vegetais cortados (espinafre ou folhas de feijão, repolho, couve verde, quiabo), água suficiente para cozer tudo e tempera-se a gosto. Deixa-se ferver em lume brando até todos os ingredientes estarem cozidos e a água reduzida até à consistência desejada. Pode ainda acrescentar-se um pouco de óleo de palma e deixa-se apurar. Serve-se com arroz branco. 
O “palaver sauce” pode ainda levar tomate e egusi (pevides de abóbora) e ser servido com fufu ou outro farináceo. 